# حادثة ينهاي
حادثة ينهاي (بالصينية:银河号事件) حدثت بعد أن زعمت حكومة الولايات المتحدة في عام 1993 أن سفينة الحاويات الصينية (ينهاي) كانت تحمل أسلحة كيميائية إلى إيران. أجبرت البحرية الأمريكية دول الشرق الأوسط المحيطة على رفض حقوق الإرساء للسفينة، وتركت في المياه الدولية للمحيط الهندي لمدة أربعة وعشرين يومًا. على الرغم من الاستنتاج النهائي بأن سفينة الشحن لم تحتوي على أي دلالئل لوجود الأسلحة الكيميائية، رفضت حكومة الولايات المتحدة الاعتذار، مشيرة إلى أن «الولايات المتحدة تصرفت بحسن نية بشأن الاستخبارات». اتهم المسؤولون الأمريكيون في إدارة كلينتون الصين فيما بعد بنشر معلومات استخبارية كاذبة عن عمد من أجل التسبب في الحادث، مشيرين إليها على أنها «لدغة».

## السفينة
كانت ينهاي سفينة حاويات صينية تسير وفق جدول ثابت بين ميناء تيانجين والكويت. وشملت زياراتها المجدولة للموانئ شنغهاي وهونغ كونغ وسنغافورة وجاكرتا ودبي ودامان وديو. كانت تابعة لشركة الصين للشحن البحري (中远集团)، وحافظت على جدول زمني مثالي في الوقت المحدد قبل الحادث.

## الجدول الزمني
في أواخر يوليو 1993، زعمت الولايات المتحدة أن سفينة صينية كانت تحمل مواد أسلحة كيميائية إلى ميناء بندر عباس بإيران، مستشهدة ببيان للسفينة حصلت عليه وكالة المخابرات المركزية. طلبت الولايات المتحدة من ينهاي العودة إلى الصين لتفريغ حمولتها المزعومة، لكن الصين رفضت بعد إجراء تحقيق وتحديد عدم وجود سلائف أسلحة كيميائية على السفينة. في هذا الوقت، كانت ينهاي قد غادرت الصين بالفعل وفي طريقها إلى الكويت.
في 8 أغسطس 1993، أعلنت الصين علانية أن سفينة ينهاي كانت تحت «مراقبة تدخلي» من قبل السفن الحربية الأمريكية في المياه الدولية  - التي ادعى مسؤولون أمريكيون أنها علامة على أن الصين سعت إلى مواجهة - وأعلنت رسميًا أن السفينة لم تحمل أي مواد أسلحة كيميائية. ورفضت حكومة الولايات المتحدة الإعلان، وصرح عضو بارز في إدارة كلينتون في البداية أنه بينما سيكون من غير القانوني للولايات المتحدة الصعود على السفينة للتفتيش، فإن الولايات المتحدة ستواصل جهودها لإقناع الصين بسحب السفينة.
في 20 أغسطس 1993، بعد حصارها لمدة ثلاثة أسابيع في المياه الدولية، سُمح للسفينة «بالتزود بالوقود والمياه. . . لضمان سلامة السفينة والطاقم» بناء على طلب مستمر من شركة الشحن. جلبت سفينة مسجلة في الإمارات العربية المتحدة المياه العذبة والخضروات والفواكه.
في 28 أغسطس 1993، وافقت الولايات المتحدة والصين على تفتيش مفتوح للسفينة في ميناء سعودي، من قبل فريق سعودي-أمريكي مشترك، بعد صعود أولي من قبل سبعة عشر مسؤولًا صينيًا واثنين من المسؤولين السعوديين.

### التفتيش
تم فحص جميع الحاويات البالغ عددها 628 من قبل فنيين أمريكيين. حددت المخابرات الأمريكية ثيو ثنائي الغليكول وكلوريد الثيونيل كمواد للأسلحة الكيميائية. في النهاية، "أظهر الفحص الكامل لجميع الحاويات على متن سفينة ينهاي بشكل قاطع [أن المواد الكيميائية] لم تكن ضمن حمولة السفينة". كانت المادة الكيميائية الوحيدة التي تحملها السفينة هي الطلاء الصلب العادي.
في 4 سبتمبر، وقع ممثلو الحكومات الصينية والسعودية والأمريكية شهادة مشتركة بأن شحنة السفينة لا تحتوي على مواد تتعلق بالأسلحة الكيميائية.

## ما بعد الحادثة
رفض المسؤولون الأمريكيون الاعتذار عن الحادث، زاعمين أن الولايات المتحدة تصرفت «بحسن نية» بشأن معلومات استخبارية من عدد من المصادر. بينما قالوا إنهم كانوا يناقشون مسألة ما إذا كانت الولايات المتحدة ملزمة بدفع تعويض لصاحب السفينة،  ليس هناك تأكيد آخر لاتفاقية التعويض أو التنفيذ.
عندما تم الإبلاغ عن الاتهامات في الصين، زادت القومية الصينية في الاستجابة. حاولت الحكومة الصينية التقليل من شأن القضية من خلال الزعم بأن الاتهام لم يكن الموقف الرسمي للحكومة الأمريكية ولم يمثل رأي الأغلبية في الولايات المتحدة. خلص تقرير صادر عن مجلس النواب الأمريكي في عام 2001 إلى أن حادثة ينهاي «تم الاستشهاد بها مرارًا وتكرارًا كحالة من البلطجة الدولية من قبل الولايات المتحدة».
شهد نائب مساعد وزير الخارجية روبرت أينهورن أمام الكونغرس في عام 1997 بأن «معلوماتنا الأولية كانت صحيحة، وأن البضائع كان من المفترض أن تكون على متن تلك السفينة. . . نعتقد أن مجتمع الاستخبارات لدينا قام بعمل جيد في هذه الحالة».